# Josse de Haan
Johannes Izaäks (Josse) de Haan  (Peins, 20 januari 1941 – Bayonne, 1 november 2020) was een Nederlands schrijver en dichter die Fries- en Nederlandstalig werk publiceerde, zoals romans, korte verhalen, toneelstukken, poëzie en kinderboeken.
Hij was mede-oprichter van de Friese uitgeverij Venus. Verder was hij redacteur bij verscheidene Friese tijdschriften. In zijn werk zijn dadaïstische en surrealistische invloeden terug te vinden.

## Biografie
Van 1962 tot 1971 was De Haan schoolhoofd in Herbaijum. In 1971 werd hij leraar Nederlands aan de rijksscholengemeenschap in Schagen. Daarnaast studeerde hij MO-Nederlands in Amsterdam. Sinds 1988 legde hij zich alleen nog toe op het schrijven.
De Haan was medeoprichter van Operaesje Fers en richtte met Trinus Riemersma en diens echtgenote uitgeverij Venus op. Hij was verbonden aan de Koperative Utjouwerij, waar hij in 1971 debuteerde met de dichtbundel Spegelbyld.
De Haan woonde vanaf 1999 in Hendaye in Frankrijk. Hij overleed in 2020 op 79-jarige leeftijd in een ziekenhuis in Bayonne.

## Prijzen
In 2007 ontving Josse de Haan voor zijn oeuvre de Gysbert Japicxpriis, vanwege het leveren van een belangrijke bijdrage aan de vernieuwing van de Friese literatuur. Eerder was hij al twee keer genomineerd.

## Werk (selectie)
- Geeffike pears gers (1987)
- Rapsody yn stien foar Jerusalem gedichten (1989)
- Katastrofe novelle (1992)
- De lytse dea soms gedichten (1996)
- Piksjitten op Snyp (1999)
- Nanette (2003)
- Feuilles mortes - De Anna's (2004)
- Kastanjes poffe Opstellen/analyses/essays over prozawerken en poëzie (2005)
- Elja. De skepping fan Gummykut - in film roman (2006)
- Kidelstiennen heine en slaan (2007)
- Frozen moonlight yn myn hannen (2013)
- Frou mei mandoline op sofa roman (2014)
- Reade snie en swarte hagelstiennen roman (2016)